# هارون هارلان
هارون هارلان (بالإنجليزية: Aaron Harlan)‏ هو محامي وسياسي أمريكي، ولد في 8 سبتمبر 1802 في الولايات المتحدة، وتوفي في 8 يناير 1868 في نفس البلد. حزبياً، نشط في حزب اليمين والحزب الجمهوري. وقد انتخب عضو مجلس نواب أوهايو وانتخب عضو مجلس النواب الأمريكي.